# Othreis jordani
Othreis jordani är en fjärilsart som beskrevs av Holland 1900. Othreis jordani ingår i släktet Othreis och familjen nattflyn. Inga underarter finns listade i Catalogue of Life.